# Patrão (náutica)

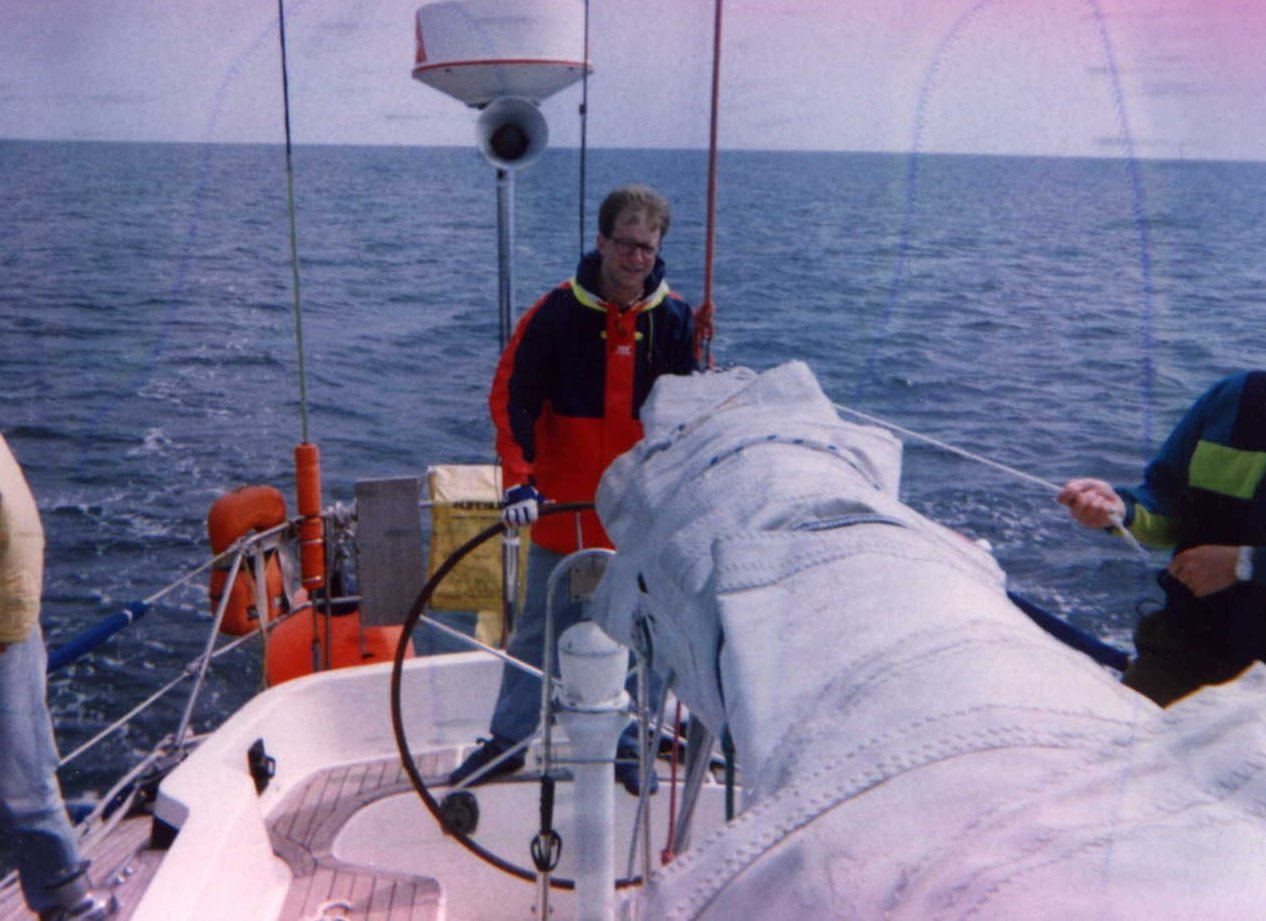
Patrão de um veleiro de recreio

No âmbito náutico, um patrão é o marinheiro profissional ou amador, encarregue do governo de uma pequena embarcação. Tem como sinónimos principais Mestre de escaler.
O sota-patrão é o marinheiro cuja função vem, imediatamente, a seguir à do patrão de uma embarcação. Um patrão-mor é um funcionário público marítimo, militar ou civil, encarregado de chefiar e coordenar vários patrões e respetivas embarcações.
O termo "patrão" é utilizado em vários países e territórios lusófonos para designar categorias e funções ligadas à náutica de recreio, à marinha de pesca e aos serviços públicos marítimos.

## Náutica de recreio
Na náutica de recreio de alguns países, um patrão é um desportista náutico certificado para o exercício do governo de embarcações sem limite de potência nem de comprimento. Informalmente, os patrões de embarcações de recreio são, frequentemente, tratados por "skippers" (termo inglês originado do holandês "schipper", vindo de "schip" que significa "navio") e devido ao sistema de governa, o "homem do leme".
Em Portugal - entre outras de menor categoria - existem cartas de desportista náutico com as categorias de patrão de alto mar, de patrão da costa e de patrão local. Todos os titulares de cartas de patrão estão habilitados a governar embarcações desportivas em navegação diurna e nocturna, sem limite de comprimento nem de potência instalada. No exercício do governo de uma embarcação, os patrões locais podem navegar até 5 milhas da costa à vista desta e até à distância de 10 milhas do porto mais próximo, os patrões da costa podem navegar até 25 milhas da costa e os patrões de alto-mar podem realizar navegações oceânicas sem limite.
Na náutica de recreio do Brasil, as categorias equivalentes às de patrão de outros países são designadas "capitão amador", "mestre amador" e "arrais amador".

## Marinha de pesca
Na marinha mercante  o patrão ou arrais designam os profissionais que exercem o governo de determinadas embarcações de pesca.
No Brasil, na seção de convés do grupo profissional dos pescadores da marinha mercante existem as seguintes categorias de patrão: patrão de pesca de alto mar e patrão de pesca na navegação interior.

## Serviço público marítimo
A designação "patrão" é atribuída, em vários terrítórios e países de Língua Portuguesa, a vários funcionários públicos, militares ou civis, normalmente encarregados do governo de pequenas embarcações afetas aos serviços militares, portuários, de polícia e fiscalização, de alfândegas ou de socorro e salvamento.
Na Marinha de Guerra Portuguesa, são designados "patrões" os cabos e marinheiros que exercem o comando de pequenas embarcações, como por exemplo de lanchas de desembarque pequenas e de médias. Também são assim designados, os militares que exercem funções análogas na Unidade de Controlo Costeiro da Guarda Nacional Republicana.
Na Direção-Geral de Autoridade Marítima de Portugal, os patrões e sota-patrões são funcionários encarregues de prestar serviço em embarcações afetas às capitanias dos portos e ao Instituto de Socorros a Náufragos. Os patrões e sota-patrões pertencem ao ramo de manobra do Troço do Mar do Quadro de Pessoal Militarizado de Marinha.
Nas capitanias dos portos do Brasil e de Portugal, o patrão-mor é o oficial encarregue de coadjuvar o capitão do porto e de ter a seu cargo todas as embarcações ao serviço da capitania.